# 名古屋国際学園

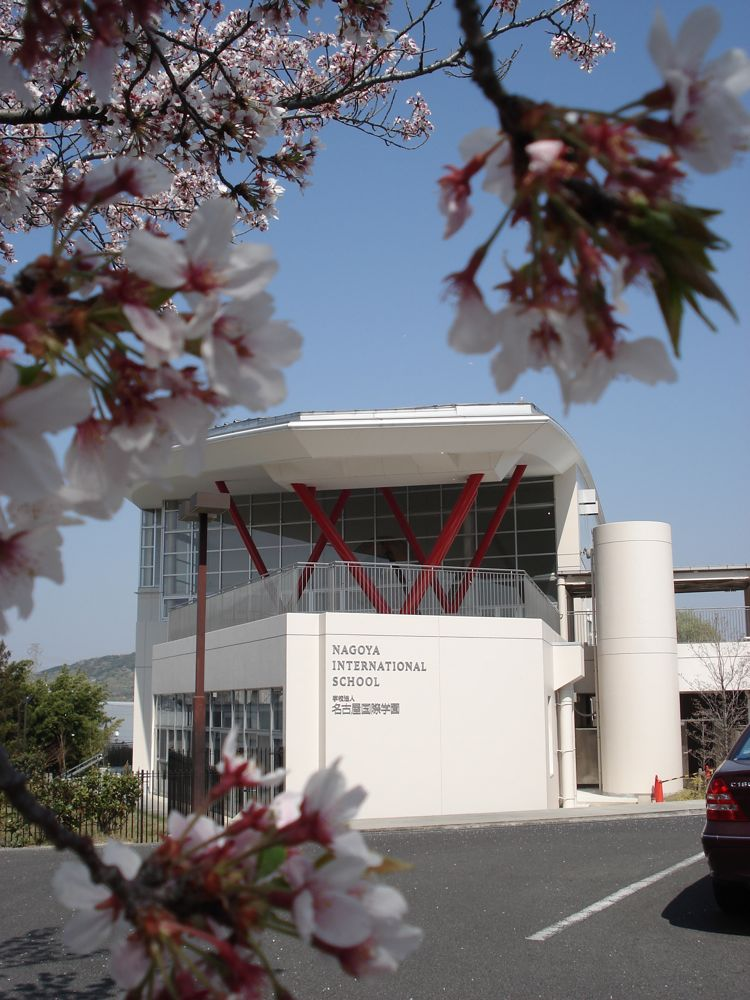

名古屋国際学園/名古屋インターナショナルスクール（なごやこくさいがくえん、Nagoya International School）は、愛知県名古屋市守山区にあるインターナショナルスクール。国際バカロレア認定校。

## 概要
プリスクールから高等部（3〜17歳）の生徒を対象に、全ての授業を英語で行っている。高等部卒業時には、米国のハイスクール卒業と同等の資格が得られるほか、国際バカロレア資格（IBディプロマ）を取得することも可能。
1964年創立。プリスクール、キンダーガーテン、小学部（1-5年生）、中等部（6-8年生）、高等部（9-12年生）があり、35カ国以上からの約500人の生徒が学んでいる。
中部地方で唯一の、米国西部地域学校大学協会（Western Association of Schools and Colleges）の認可を受けた学校。2008年5月には愛知県で初めて、国際バカロレア後期中等教育課程（IB Diploma Programme)の認定校となった。2012年には国際学校協議会（Council of International Schools)の認可を受け、さらには国際バカロレア・初等教育課程(IB Primary Years Programme)の認定校にもなった。
なお、名古屋市昭和区にある私立名古屋国際中学校・高等学校とは、関係がない。

## 著名な出身者
- 西川カーク - 名古屋西川流（一般財団法人 西川会）別格師範

## 所在地
- 〒463-0002 愛知県名古屋市守山区中志段味南原2686

北緯35度14分35.2秒 東経137度1分53.2秒 / 北緯35.243111度 東経137.031444度